# Долар (Гранада)
Долар (ісп. Dólar) — муніципалітет в Іспанії, у складі автономної спільноти Андалусія, у провінції Гранада. Населення — 618 осіб (2010).
Муніципалітет розташований на відстані близько 370 км на південь від Мадрида, 55 км на схід від Гранади.
На території муніципалітету розташовані такі населені пункти: (дані про населення за 2010 рік)
- Долар: 605 осіб
- Ель-Посіко: 13 осіб

## Демографія
Динаміка населення (INE ):

## Галерея зображень

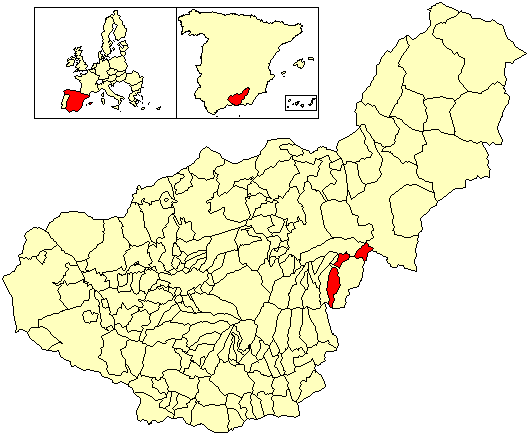
Розташування муніципалітету у провінції Гранада